# Stark Mad
Pour plus de détails, voir Fiche technique et Distribution.
Stark Mad est un film américain réalisé par Lloyd Bacon et sorti en 1929.
Le film est sorti dans une version muette pour les cinémas non équipés en sonorisation. Les deux versions, sonore et muette, sont perdues.

## Synopsis
Un groupe d’américain navigue à bord d'un yacht vers Caracas. James Rutherford (Claude Gillingwater) organise une expédition dans la jungle d'Amérique centrale pour retrouver son fils disparu, Bob, avec son guide, Simpson (George Beranger). Irene (Jacqueline Logan), la fiancée de Bob, disparaît, et ils tombent sur un singe gigantesque enchaîné au sol. Puis le capitaine Rhodes (Henry B. Walthall), le commandant du yacht, est enlevé par un monstre étrange avec de grandes griffes poilues. Sewald (Lionel Belmore), un explorateur, est mystérieusement tué par une flèche. Simpson revient à la raison et révèle que l'explorateur qu'il vient de tuer a assassiné Bob deux mois avant.

## Fiche technique
- Titre original : Stark Mad
- Réalisation : Lloyd Bacon
- Scénario : Jerome Kingston, Harvey Gates, Francis Powers
- Costumes : Earl Luick
- Photographie : Barney McGill
- Montage : Ralph Dawson
- Société de production : Warner Bros.
- Société de distribution : Warner Bros.
- Pays de production :  États-Unis
- Langue originale : anglais
- Format : noir et blanc — 35 mm — 1.33:1 — son monophonique — Vitaphone
- Genre : Aventure
- Durée : 70 minutes
- Date de sortie :
  - États-Unis : 2 février 1929

## Distribution
- H. B. Warner : Prof. Dangerfield
- Louise Fazenda : Mme Fleming
- Jacqueline Logan : Irene
- Henry B. Walthall : Capitaine Rhodes, commandant du yacht
- Claude Gillingwater : James Rutherford, chef de l'expédition
- John Miljan : Dr Milo
- George Beranger : Simpson, le guide
- Warner Richmond : Second
- Floyd Shackelford : Sam, le cuisinier
- Lionel Belmore : Amos Sewald
- Charles Gemora : Gorille (non crédité)